# Jacksboro (Texas)
Pour les articles homonymes, voir Jacksboro.
La ville américaine de Jacksboro est le siège du comté de Jack, dans l’État du Texas. Elle comptait 4 511 habitants lors du recensement de 2010.

## Source
- (en) Cet article est partiellement ou en totalité issu de l’article de Wikipédia en anglais intitulé « Jacksboro, Texas » (voir la liste des auteurs).